# Thorius narismagnus
Espèce
Statut de conservation UICN

 CR B1ab(iii,v) : 
En danger critique
Thorius narismagnus est une espèce d'urodèles de la famille des Plethodontidae.

## Répartition
Cette espèce est endémique de l'État de Veracruz au Mexique. Elle se rencontre de 500 à 1 200 m d'altitude dans la Sierra de los Tuxtlas.

## Publication originale
- Shannon & Werler, 1955 : Notes on amphibians of the Los Tuxtlas range of Veracruz, Mexico. Transactions of the Kansas Academy of Science, vol. 58, p. 360-386.